# Fukkeduk
Fukkeduk was een kortstondige Belgische avant-garde-rockband. De groep werd gevormd door Nicolas Roseeuw in Gent, waar verwante bands als X-Legged Sally en The Simpletones waren ontstaan. De band mengt avant-garde-rock, kamermuziek, jazz, zelfs metal, in het uptempo van een Vlaamse fanfare.
Het eerste en enige album van de band, Ornithozozy, verscheen in 1994. Het album werd geproduceerd door Nick Didkovsky. In 1997 speelde de band in Nederland, samen met de Nederlandse band Dull Schicksal. Fukkeduk creëerde en speelde ook een soundtrack voor de klassieke stomme film Das Kabinett des Doktors Caligari, maar deze werd niet opgenomen.

## Leden
- Tom De Wulf (drums, percussie)
- Frank Ghysels (gitaar, gitaarversterker)
- Jan Kuijken (elektrische en akoestische cello)
- Bart Maris (trompet en flügelhorn)
- Kristof Roseeuw (elektrische en contrabas, zingende zaag, blokfluit)
- Nicolas Roseeuw (saxofoon, fluit)
- Rik Verstrepen (viool, fluit)

## Discografie
- 1994 Ornithozozy